# Відкритий чемпіонат Франції з тенісу 1979
Відкритий чемпіонат Франції з тенісу 1979  — тенісний турнір, що проходив відкритих ґрунтових кортах Стад-Ролан-Гаррос у Парижі з 28 травня по 11 червня 1979 року. Це був 83 Відкритий чемпіонат Франції та перший турнір Великого шолома в календарному році.

## Огляд подій та досянень
В одиночному розряді чоловіків Айсборг успішно захистив свій титул. Для нього це був уже 4-ий Ролан-Гаррос та 7-й титул Великого шолома. 
У жінок Кріс Еверт-Ллойд повернула собі титул чемпіонки Ролан-Гарросу, який у минулого року виборола Вірджинія Рузіч. Для Еверт це були вже 3-я перемога на паризьких кортах і 9-й виграний мейджор.

## Результати фінальних матчів

### Дорослі
| Одиночний розряд. Чоловіки Детальніше |                              |                         |
| Бйорн Борг                            | Віктор Печчі                 | 6–3, 6–1, 6–7(6-8), 6–4 |
|                                       |                              |                         |
| Одиночний розряд. Жінки Детальніше    |                              |                         |
| Кріс Еверт-Ллойд                      | Венді Тернбулл               | 6–2, 6–0                |
|                                       |                              |                         |
| Парний розряд. Чоловіки Детальніше    |                              |                         |
| Джин Меєр Сенді Меєр                  | Росс Кейс Філ Дент           | 6–4, 6–4, 6–4           |
|                                       |                              |                         |
| Парний розряд. Жінки Детальніше       |                              |                         |
| Бетті Стеве Венді Тернбулл            | Франсуаз Дюрр Вірджинія Вейд | 3–6, 7–5, 6–4           |
|                                       |                              |                         |
| Мікст Детальніше                      |                              |                         |
| Венді Тернбулл Боб Г'юїтт             | Віргінія Рузічі Йон Циріак   | 6–3, 2–6, 6–3           |
|                                       |                              |                         |

## Виноски
1. 1 2  Roland Garros - 1979 Men's Singles. ATP. Архів оригіналу за 21 квітня 2015. Процитовано 22 липня 2018.
2. 1 2 3 4 5 6  WTA Tournament Archive – 1979 Roland Garros (PDF). WTA. Архів оригіналу (PDF) за 24 квітня 2016. Процитовано 22 липня 2018.
3. 1 2  Roland Garros - 1979 Men's Doubles. ATP.